# 村松久義

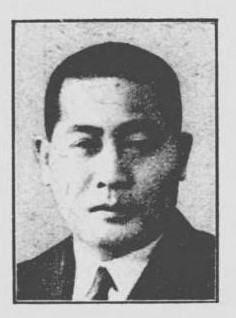
村松久義

村松 久義（むらまつ ひさよし、1896年7月25日 - 1972年5月12日）は、日本の弁護士、政治家。衆議院議員（6期）、参議院議員（1期）。

## 経歴
宮城県仙台市出身。1923年東京帝国大学独法科、1925年同大学経済科卒。司法官試補、検事代理、名古屋地方裁判所判事を経て、弁護士となる。1932年の第18回衆議院議員総選挙で宮城2区（当時）から立憲民政党公認で立候補して初当選する。民政党解党後は大政翼賛会国民生活動員本部長に就任、翼賛選挙では大政翼賛会の推薦を受けて当選。当選後は翼政会政調厚生委員となった。
戦後、公職追放となり、1951年に追放解除。翌年の第25回衆議院議員総選挙で自由党公認で立候補して当選し、政界に復帰した。1953年の第26回衆議院議員総選挙で落選。1955年の第27回衆議院議員総選挙で当選した。1958年の第28回衆議院議員総選挙で落選。翌1959年の第5回参議院議員通常選挙で宮城地方区から立候補して当選した。1965年の第7回参議院議員通常選挙で落選。1971年秋の叙勲で勲二等旭日重光章受章（勲三等からの昇叙）。1972年5月12日死去、76歳。死没日をもって従七位から従三位に叙され、銀杯一組を賜った。

## 親族
- 父 - 村松山寿（衆議院議員）[1]